# FK Standard Sumgayit
El FK Standard Sumgayit fue un equipo de fútbol de Azerbaiyán que jugó en la Liga Premier de Azerbaiyán, la primera división nacional.

## Historia
Fue fundado en el año 2006 en la capital Bakú con el nombre Standard Baku, y se mudaría a Sumgayit dos años después. Jugó tres temporadas en la Liga Premier de Azerbaiyán hasta que descendió en la temporada 2009/10 y los dueños anunciaron que no participarían en la Primera División de Azerbaiyán en 2010.

## Temporadas
| Temporada | Liga | Liga | Liga | Liga | Liga | Liga | Liga | Liga | Liga | Copa | Goleador        | Goleador | Entrenador                          |
| Temporada | Div. | Pos. | J    | G    | E    | P    | GF   | GC   | PTS  | Copa | Nombre          | Goles    | Entrenador                          |
| --------- | ---- | ---- | ---- | ---- | ---- | ---- | ---- | ---- | ---- | ---- | --------------- | -------- | ----------------------------------- |
| 2007–08   | 1    | 9    | 26   | 8    | 8    | 10   | 36   | 26   | 32   | 1/4  | Léo Rocha       | 8        | Yunis Huseynov                      |
| 2008–09   | 1    | 7    | 26   | 12   | 3    | 11   | 30   | 31   | 39   | 1/8  | Angel Gutierrez | 10       | Badri Kvaratskhelia Rafik Mirzoyev  |
| 2009–10   | 1    | 11   | 22   | 2    | 5    | 15   | 16   | 34   | 11   | 1/4  | Farid Guliyev   | 16       | Valdas Ivanauskas Boyukagha Hajiyev |

## Récords Individuales
| #  | Nombre                   | Periodo          | Apariciones | Goles |
| -- | ------------------------ | ---------------- | ----------- | ----- |
| 1  | Ruslan Amirjanov         | 2007-09          | 42          | 0     |
| 2  | Richard Requelme Chiappa | 2009-10          | 40          | 4     |
| 3  | Farid Guliyev            | 2009-10          | 38          | 19    |
| 4  | Angel Gutierrez          | 2008-09          | 37          | 15    |
| 4  | Dan Pîslă                | 2008-09          | 37          | 7     |
| 6  | Edvinas Lukoševičius     | 2008             | 35          | 1     |
| 7  | David Çiçveyşvili        | 2009             | 34          | 0     |
| 8  | Kamal Guliyev            | 2007-08, 2009–10 | 32          | 0     |
| 8  | Rəcəb Fərəczadə          | 2007-2009        | 32          | 0     |
| 10 | Daniel Martínez          | 2007-08          | 29          | 6     |

| # | Nombre                   | Periodo | Apariciones | Goles |
| - | ------------------------ | ------- | ----------- | ----- |
| 1 | Farid Guliyev            | 2009-10 | 38          | 19    |
| 2 | Angel Gutierrez          | 2008-09 | 37          | 15    |
| 3 | Léo Rocha                | 2007-08 | 19          | 8     |
| 4 | Dan Pîslă                | 2008-09 | 37          | 7     |
| 5 | Daniel Martínez          | 2007-08 | 29          | 6     |
| 6 | Anatolie Doroș           | 2008    | 11          | 4     |
| 6 | Richard Requelme Chiappa | 2009-10 | 40          | 4     |
| 6 | Zeynal Zeynalov          | 2009-10 | 21          | 4     |
| 9 | Rodrigo Silva            | 2009    | 15          | 3     |
| 9 | Velton Carlos Silva      | 2009    | 11          | 3     |
| 9 | Hugo Machado             | 2009-10 | 25          | 3     |
| 9 | Samir Zargarov           | 2009-10 | 23          | 3     |
| 9 | Vitali Balamestny        | 2010    | 9           | 3     |